# Evidencia de carácter
Una prueba de carácter, en inglés character evidence, es un término usado en la ley de pruebas en los Estados Unidos de América y Canadá para describir el testimonio o documento presentado con el propósito de probar que una persona actuó de una forma particular en una ocasión particular basada en el carácter o disposición de esa persona. Existen tres maneras que este tipo de prueba puede ser presentada en una corte legal:
1. Testimonio para presentar actos anterior de malos actos por parte del individuo.
2. La opinión personal de un testigo sobre el carácter del individuo.
3. Testimonio sobre la reputación del individuo.